# Chemerina punctinervis
Chemerina punctinervis là một loài bướm đêm trong họ Geometridae.